# Roscoe H. Hillenkoetter
Roscoe Henry Hillenkoetter (8 tháng 5 năm 1897 – 18 tháng 6 năm 1982) là giám đốc thứ ba của Nhóm Tình báo Trung ương Hoa Kỳ (CIG) sau Thế chiến thứ hai, Giám đốc Tình báo Trung ương (DCI) thứ ba và là vị giám đốc đầu tiên của Cơ quan Tình báo Trung ương Hoa Kỳ (DCI) được thành lập theo Đạo luật An ninh Quốc gia năm 1947. Ông từng là Giám đốc Tình báo Trung ương và giám đốc CIG và CIA từ ngày 1 tháng 5 năm 1947 cho đến ngày 7 tháng 10 năm 1950, rồi sau khi nghỉ hưu khỏi Hải quân Mỹ thì ông gia nhập ban giám đốc Ủy ban Điều tra Hiện tượng Không trung Quốc gia (NICAP) từ năm 1957 đến năm 1962.

## Học vấn và binh nghiệp
Chào đời tại St. Louis, Missouri vào ngày 8 tháng 5 năm 1897, Hillenkoetter tốt nghiệp Học viện Hải quân Hoa Kỳ tại Annapolis, Maryland vào năm 1919. Ông phục vụ Hạm đội Đại Tây Dương trong Thế chiến thứ nhất và gia nhập Văn phòng Tình báo Hải quân vào năm 1933. Ông từng thực hiện một số chuyến công tác trong ngành tình báo hải quân, bao gồm cả chức vụ trợ lý tùy viên hải quân tại Pháp, Tây Ban Nha và Bồ Đào Nha. Trong Nội chiến Tây Ban Nha, ông giúp điều phối việc sơ tán người Mỹ rời khỏi nước này. Sau cuộc xâm lược nước Pháp của Đức Quốc xã, Hillenkoetter gia nhập Vichy Pháp và hỗ trợ phong trào kháng chiến ngầm. Là sĩ quan điều hành tàu USS West Virginia (BB-48), ông bị thương trong trận tấn công Trân Châu Cảng, và sau đó là sĩ quan phụ trách tình báo trong ban tham mưu Hạm đội Thái Bình Dương của Chester W. Nimitz cho đến năm 1943. Ông từng giữ chức vụ chỉ huy trưởng tàu tiếp liệu khu trục USS Dixie trong một thời gian ngắn trước khi gia nhập Cục Nhân sự Hải quân vào năm 1944.
Sau chiến tranh, Thuyền trưởng Hillenkoetter lúc đó chỉ huy tàu USS Missouri vào năm 1946 trước khi trở lại chức vụ trước chiến tranh với tư cách là tùy viên hải quân ở Paris trước khi trở thành người đứng đầu Nhóm Tình báo Trung ương (CIG) vào tháng 5 năm 1947.

## Giám đốc Tình báo Trung ương
Tổng thống Truman đã cố thuyết phục Hillenkoetter trong trạng thái miễn cưỡng, khi đó là chuẩn đô đốc, lên làm Giám đốc Tình báo Trung ương (DCI), và điều hành Nhóm Tình báo Trung ương (tháng 9 năm 1947). Theo Đạo luật An ninh Quốc gia năm 1947, ông được Thượng viện Hoa Kỳ đề cử và xác nhận là DCI, hiện phụ trách Cơ quan Tình báo Trung ương mới thành lập (tháng 12 năm 1947). Lúc đầu, Bộ Ngoại giao Hoa Kỳ chỉ đạo bộ phận hoạt động bí mật mới của CIA và George F. Kennan đã chọn Frank Wisner làm giám đốc. Hillenkoetter bày tỏ sự nghi ngờ rằng cùng một cơ quan có thể hoạt động hiệu quả trong cả hoạt động bí mật và phân tích tình báo.
Trên cương vị là Giám đốc Tình báo Trung ương, Hillenkoetter định kỳ được triệu tập để làm chứng trước Quốc hội. Một ví dụ liên quan đến thất bại lớn đầu tiên của CIA trong hoạt động tình báo Liên Xô, đó là việc không dự đoán được vụ thử bom nguyên tử của Liên Xô (29 tháng 8 năm 1949). Trong những tuần sau cuộc thử nghiệm, nhưng trước khi CIA phát hiện ra nó, Hillenkoetter đã công bố Ước tính Tình báo Quốc gia (NIE) ngày 20 tháng 9 năm 1949 nêu rõ, "thời điểm sớm nhất có thể mà Liên Xô có thể sản xuất bom nguyên tử là giữa năm 1950 và thời điểm có khả năng xảy ra cao nhất là giữa năm 1953". Hillenkoetter bị triệu tập đến trước mặt Ủy ban Liên hợp Năng lượng Nguyên tử (JCAE) để giải thích tại sao CIA không những không dự đoán được cuộc thử nghiệm mà còn thậm chí còn không phát hiện ra vụ thử bom nguyên tử sau khi nó xảy ra. Các thành viên JCAE đang lo lắng rằng CIA có thể bị bất ngờ như vậy. Hillenkoetter trả lời một cách thiếu chính xác rằng CIA biết Liên Xô sẽ mất khoảng 5 năm để chế tạo quả bom, nhưng CIA đã đánh giá sai khi họ bắt đầu:
Chúng tôi biết rằng họ đang thực hiện nó, và chúng tôi bắt đầu ở đây, và tổ chức [CIA] này được thành lập sau chiến tranh và chúng tôi bắt đầu từ giữa chừng và chúng tôi không biết họ đã bắt đầu từ khi nào và nó phải được bắt đầu từ những gì chúng ta có thể làm được ở đó. Đây là những gì mà tôi nói: việc biết được sự thật mà ngài chắc chắn về vụ nổ quả bom này đã giúp chúng tôi quay lại và nhìn lại những gì chúng tôi có trước đây, và nó sẽ giúp chúng tôi về những gì chúng tôi có được trong tương lai. Nhưng ngài đã nắm bắt được vấn đề giữa chừng và chúng tôi không biết chúng bắt đầu từ khi nào, thưa ngài.
JCAE không hài lòng với câu trả lời của Hillenkoetter, và danh tiếng của ông cũng như CIA bị ảnh hưởng trong giới đứng đầu chính phủ ở Washington, dù cánh báo chí không viết về thất bại tình báo đầu tiên của CIA ở Liên Xô.
Chính phủ Mỹ không nhận được lời cảnh báo tình báo nào về cuộc xâm lược Hàn Quốc của Bắc Triều Tiên (25/6/1950). DCI Hillenkoetter đã triệu tập một nhóm đặc biệt nhằm chuẩn bị bản ước tính về hành vi có thể xảy ra của cộng sản trên bán đảo Triều Tiên; nó hoạt động tốt đến mức người kế nhiệm ông đã thể chế hóa nó.
Hai ngày trước khi Bắc Triều Tiên xâm lược Hàn Quốc, Hillenkoetter đã đến trước mặt Quốc hội (Ủy ban Đối ngoại Hạ viện) và làm chứng rằng CIA có nguồn tin tốt ở Hàn Quốc, ngụ ý rằng CIA sẽ có thể đưa ra cảnh báo trước bất kỳ cuộc xâm lược nào.  Sau cuộc xâm lược, báo chí nghi ngờ chính quyền đã rất ngạc nhiên về điều đó, và tự hỏi liệu Hillenkoetter có bị loại bỏ hay không.  DCI không có ảnh hưởng gì với Tổng thống Harry S. Truman, nhưng Hillenkoetter nhấn mạnh với Tổng thống rằng với tư cách là Giám đốc Tình báo Trung ương, việc điều trần trước Quốc hội để cố gắng khắc phục tình hình sẽ có lợi về mặt chính trị. Sau lời khai, một số Thượng nghị sĩ nói với tờ Washington Post rằng Hillenkoetter đã khiến họ bối rối khi giải thích rằng CIA không dự đoán khi nào Bắc Triều Tiên sẽ xâm lược bằng cách nói rằng công việc của CIA không phải là phân tích thông tin tình báo mà chỉ chuyển nó cho các nhà hoạch định chính sách cấp cao mà thôi. Mặc dù hầu hết các thượng nghị sĩ đều tin rằng Hillenkoetter đã giải thích rõ ràng về hoạt động của CIA, nhưng nhiều người ở CIA lại cảm thấy bối rối trước những tin tức đó, và đến giữa tháng 8, tin đồn về việc Hillenkoetter bị cách chức đã được xác nhận khi Tổng thống Truman thông báo rằng Tướng Walter Bedell "Beetle" Smith thay thế ông ra làm Giám đốc Tình báo Trung ương tiếp theo.
Tổng thống Truman đã lập một vị Giám đốc Tình báo Trung ương mới vào tháng 10. Nghị sĩ bang Nebraska Howard Buffett cáo buộc rằng lời khai mật của Hillenkoetter trước Ủy ban Quân vụ Thượng viện đã "xác định trách nhiệm của Mỹ đối với đợt bùng phát cuộc chiến ở Triều Tiên" và tìm cách giải mật nó cho đến khi ông qua đời vào năm 1964.

## Tiếp tục thực hiện nghĩa vụ quân sự
Đô đốc Hillenkoetter quay trở lại hạm đội, nắm quyền chỉ huy Sư đoàn 1 Tuần dương thuộc Lực lượng Tuần dương-Khu trục, Hạm đội Thái Bình Dương từ tháng 10 năm 1950 đến tháng 8 năm 1951 trong Chiến tranh Triều Tiên. Sau đó ông chỉ huy Vùng 3 Hải quân có tổng hành dinh đóng tại Thành phố New York từ tháng 7 năm 1952 đến tháng 8 năm 1956 và được thăng cấp phó đô đốc vào ngày 9 tháng 4 năm 1956.
Chức vụ cuối cùng mà ông đảm nhận là Tổng Thanh tra Hải quân từ ngày 1 tháng 8 năm 1956 cho đến khi ông nghỉ hưu khỏi Hải quân vào ngày 1 tháng 5 năm 1957.

## Thành viên ban giám đốc NICAP
Ủy ban Điều tra Hiện tượng Không trung Quốc gia được thành lập vào năm 1956, với điều lệ công ty của tổ chức này được thông qua ngày 24 tháng 10. Hillenkoetter ở trong ban giám đốc của NICAP từ khoảng năm 1957 đến năm 1962. Donald E. Keyhoe, giám đốc NICAP và là bạn cùng lớp tại Học viện Hải quân của Hillenkoetter, đã viết rằng Hillenkoetter muốn tiết lộ công khai bằng chứng về UFO. Có lẽ tuyên bố nổi tiếng nhất của Hillenkoetter về chủ đề này là vào năm 1960 trong một lá thư gửi Quốc hội, như tờ The New York Times đưa tin: "Đằng sau hậu trường, giới sĩ quan cấp cao của Không quân hết sức quan ngại về UFO. Nhưng thông qua sự bí mật và chế giễu chính thức, khiến nhiều người dân tin rằng vật thể bay không xác định là chuyện vô nghĩa".

## Qua đời
Hillenkoetter sinh sống ở Weehawken, New Jersey, sau khi nghỉ hưu trong Hải quân cho đến khi ông qua đời vào ngày 18 tháng 6 năm 1982, tại Bệnh viện Mount Sinai của Thành phố New York.

## Tác phẩm giả tưởng
Nam diễn viên Leon Russom đóng vai Hillenkoetter trong một tập của một bộ phim truyền hình dài tập năm 1996 mang tên Dark Skies kể về những âm mưu dựa trên câu chuyện liên quan đến UFO.

## Giải thưởng
- Huy hiệu Chiến tranh Tàu ngầm
- Huân chương Quân công Xuất sắc
- Huân chương Legion of Merit
- Huân chương Sao Đồng
- Huân chương Chiến công
- Huân chương Chiến dịch Nicaragua lần thứ hai
- Huân chương Phục vụ Quốc phòng Hoa Kỳ với móc khóa "FLEET"
- Huân chương Chiến dịch Châu Á-Thái Bình Dương với hai ngôi sao chiến đấu
- Huân chương Chiến công Thế chiến thứ hai
- Huân chương Sự nghiệp Hải quân
- Huân chương Phục vụ Quốc phòng
- Huân chương Quân công Triều Tiên với hai ngôi sao chiến dịch
- Huân chương Triều Tiên của Liên Hợp Quốc
- Sĩ quan Bắc Đẩu Bội tinh (Pháp)

## Ngày thăng cấp
| Thiếu úy hải quân  | Trung úy hải quân  | Đại úy hải quân    | Thiếu tá hải quân   |
| O-1                | O-2                | O-3                | O-4                 |
| ------------------ | ------------------ | ------------------ | ------------------- |
|                    |                    |                    |                     |
| 7 tháng 6 năm 1919 | 7 tháng 6 năm 1922 | 7 tháng 6 năm 1925 | 30 tháng 6 năm 1934 |

| Trung tá hải quân  | Đại tá hải quân     | Chuẩn Đô đốc         | Phó Đô đốc         |
| O-5                | O-6                 | O-7, O-8             | O-9                |
| ------------------ | ------------------- | -------------------- | ------------------ |
|                    |                     |                      |                    |
| 1 tháng 7 năm 1939 | 18 tháng 6 năm 1942 | 29 tháng 11 năm 1946 | 9 tháng 4 năm 1956 |